# پونچاک تریکورا
پونچاک تریکورا یا قلهٔ تریکورا (اندونزیایی: Puncak Trikora) که پیشتر قلهٔ ویلهلمینا نام داشت کوهی به ارتفاع ۴۷۵۰ متر واقع در رشته‌کوه جایاویجایا در اندونزی است.

## مشخصات
پونچاک تریکورا بلندترین قلهٔ رشته‌کوه جایاویجایا است که این رشته‌کوه بخش شرقی کوه‌های مائوکه را در استان پاپوآ در جزیرهٔ گینه نوی اندونزی تشکیل می‌دهد. ارتفاعات تریکورا پیشتر پوشیده از یخچال بود اما این یخچال‌ها در فاصلهٔ سال‌های ۱۹۳۹ تا ۱۹۶۲ به‌طور کامل ناپدید شدند.
تریکورا در مقایسهٔ با دو کوه مرتفع دیگر پاپوآ، پونچاک جایا (۴۸۸۴ متر) و پونچاک ماندالا (۴۷۶۰ متر)، قابل دسترس‌تر است.

## نام‌گذاری
کوه تریکورا در زمان حضور هلندی‌ها در اندونزی به افتخار ملکه ویلهلمینای هلندی کوه ویلهلمینا نام‌گذاری‌شده بود. اما نام آن در دههٔ ۱۹۶۰ و به افتخار نطق ۱۹ دسامبر ۱۹۶۱ احمد سوکارنو، نخستین رئیس‌جمهور اندونزی، موسوم به تری کوماندو راکیات یا فرمان سه‌گانهٔ خلق به تریکورا که خلاصه‌شدهٔ عنوان این سخنرانی بود تغییر یافت.